# 5 000 mètres masculin aux Jeux olympiques d'été de 2008
Navigation
Athènes 2004 Londres 2012
L'épreuve du 5 000 mètres masculin aux Jeux olympiques de 2008 a eu lieu le 20 pour les séries et le 23 août 2008 pour la finale, dans le Stade national de Pékin.
Les limites de qualification étaient de 13 min 21 s 50 pour la limite A et de 13 min 28 s 00 pour la limite B.

## Records
Avant cette compétition, les records dans cette discipline étaient les suivants :
| Record du monde  | 12 min 37 s 35 | Kenenisa Bekele | Éthiopie | 31 mai 2004  | Hengelo     |
| Record olympique | 13 min 05 s 59 | Saïd Aouita     | Maroc    | 11 août 1984 | Los Angeles |

## Médaillés
| Or              | Argent         | Bronze              |
| Kenenisa Bekele | Eliud Kipchoge | Edwin Cheruiyot Soi |

## Résultats

### Finale (23 août)
| Rang | Pays       | Athlète                 | Temps               |
| ---- | ---------- | ----------------------- | ------------------- |
| 1    | Éthiopie   | Kenenisa Bekele         | 12 min 57 s 82 (RO) |
| 2    | Kenya      | Eliud Kipchoge          | 13 min 02 s 80      |
| 3    | Kenya      | Edwin Cheruiyot Soi     | 13 min 06 s 22 (SB) |
| 4    | Ouganda    | Moses Ndiema Kipsiro    | 13 min 10 s 56      |
| 5    | Éthiopie   | Abreham Cherkos         | 13 min 16 s 46      |
| 6    | Éthiopie   | Tariku Bekele           | 13 min 19 s 06      |
| 7    | Mexique    | Juan Luis Barrios       | 13 min 19 s 79 (SB) |
| 8    | Qatar      | James Kwalia C'Kurui    | 13 min 23 s 48      |
| 9    | États-Unis | Bernard Lagat           | 13 min 26 s 89      |
| 10   | Érythrée   | Kidane Tadasse          | 13 min 28 s 40      |
| 11   | Espagne    | Alemayehu Bezabeh       | 13 min 30 s 48      |
| 12   | Kenya      | Thomas Pkemei Longosiwa | 13 min 31 s 34      |
| 13   | États-Unis | Matthew Tegenkamp       | 13 min 33 s 13      |
| 14   | Espagne    | Jesús España            | 13 min 55 s 94      |
|      | Irlande    | Alistair Ian Cragg      | abandon             |

### Séries (20 août)
43 athlètes sont inscrits et courent dans trois séries. Les quatre premiers de chaque série et les trois athlètes avec les meilleurs temps suivants sont qualifiés pour la finale.
| Rang | Pays       | Athlète                    | Temps          |
| ---- | ---------- | -------------------------- | -------------- |
| 1    | États-Unis | Matthew Tegenkamp          | 13 min 37 s 36 |
| 2    | Kenya      | Eliud Kipchoge             | 13 min 37 s 50 |
| 3    | Éthiopie   | Tariku Bekele              | 13 min 37 s 63 |
| 4    | Érythrée   | Kidane Tadesse Habtesilase | 13 min 37 s 72 |
| 5    | Espagne    | Alemayehu Bezabeh          | 13 min 37 s 88 |
| 6    | Irlande    | Alistair Cragg             | 13 min 38 s 57 |
| 7    | Mexique    | Juan Luis Barrios          | 13 min 42 s 39 |
| 8    | Maroc      | Anis Selmouni              | 13 min 43 s 70 |
| 9    | Bahreïn    | Aadam Khamis               | 13 min 44 s 76 |
| 10   | Australie  | Collis Birmingham          | 13 min 44 s 90 |
| 11   | Ouganda    | Geofrey Kusuro             | 13 min 50 s 50 |
| 12   | Qatar      | Sultan Khamis Zaman        | 13 min 53 s 38 |
| 13   | Japon      | Takayuki Matsumiya         | 14 min 20 s 24 |
| 14   | Birmanie   | Soe Min Thu                | 15 min 50 s 56 |

| Rang | Pays             | Athlète         | Temps          |
| ---- | ---------------- | --------------- | -------------- |
| 1    | Kenya            | Edwin Soi       | 13 min 46 s 41 |
| 2    | Ouganda          | Moses Kipsiro   | 13 min 46 s 58 |
| 3    | Éthiopie         | Abraham Cherkos | 13 min 47 s 60 |
| 4    | Espagne          | Jesus Espana    | 13 min 48 s 88 |
| 5    | Érythrée         | Ali Abdalla     | 13 min 49 s 68 |
| 6    | Royaume-Uni      | Mohamed Farah   | 13 min 50 s 95 |
| 7    | Nouvelle-Zélande | Adrian Blincoe  | 13 min 55 s 27 |
| 8    | Maroc            | Mourad Marofit  | 14 min 00 s 76 |
| 9    | États-Unis       | Ian Dobson      | 14 min 05 s 47 |
| 10   | Zambie           | Tonny Wamulwa   | 14 min 06 s 96 |
| 11   | Canada           | Kevin Sullivan  | 14 min 09 s 16 |
| 12   | Algérie          | Ali Saidi-Sief  | 14 min 15 s 00 |
| 13   | Palestine        | Nader Almassri  | 14 min 41 s 10 |
|      | Bahreïn          | Rachid Ramzi    | DNS            |

| Rang | Pays            | Athlète                     | Temps          |
| ---- | --------------- | --------------------------- | -------------- |
| 1    | États-Unis      | Bernard Lagat               | 13 min 39 s 70 |
| 2    | Qatar           | James Kwalia C'Kurui        | 13 min 39 s 96 |
| 3    | Éthiopie        | Kenenisa Bekele             | 13 min 40 s 13 |
| 4    | Kenya           | Thomas Pkemei Longosiwa     | 13 min 41 s 30 |
| 5    | Australie       | Craig Mottram               | 13 min 44 s 39 |
| 6    | Arabie saoudite | Moukheld Al-Outaibi         | 13 min 47 s 00 |
| 7    | Japon           | Kensuke Takezawa            | 13 min 49 s 42 |
| 8    | Belgique        | Monder Rizki                | 13 min 54 s 41 |
| 9    | Espagne         | Alberto García              | 13 min 58 s 20 |
| 10   | Suisse          | Philipp Bandi               | 13 min 59 s 68 |
| 11   | Maroc           | Abdelaziz Ennaji El Idrissi | 14 min 05 s 30 |
| 12   | Somalie         | Abdinasir Said Ibrahim      | 14 min 21 s 58 |
| 13   | Bahreïn         | Hasan Mahboob               | DNS            |
| 14   | Mexique         | David Galvan                | DNS            |
| 15   | Turquie         | Selim Bayrak                | DNS            |

## Légende
Records et Performances
- AR : Record continental (area record)
- CR : Record des championnats (championship record)
- MR : Record du meeting (meet record)
- NR : Record national (national record)
- OR : Record olympique (olympic record)
- PR : Record paralympique (paralympic record)
- PB : Record personnel (personal best)
- SB : Meilleure performance personnelle de la saison (season's best)
- WL : Meilleure performance mondiale de l'année (world leader)
- WJR : Record du monde junior (world junior record)
- WR : Record du monde (world record)

Circonstances et Conditions
- DNF : N'a pas terminé (did not finish)
- DNS : N'a pas pris le départ (did not start)
- DQ : Disqualification (disqualification)
- NM : Aucun essai valable enregistré (No Mark)
- Q : Qualifié « directement » au prochain tour (ou à la prochaine compétition), lors d'une compétition majeure, grâce au classement ou à la réalisation des minima (automatic qualifier)
- q : Qualifié au prochain tour (ou à la prochaine compétition), lors d'une compétition majeure, grâce au repêchage ou à la réalisation de l'une des meilleures performances parmi celles des « non qualifiés directement » (grâce au meilleur temps ou à la meilleure distance par exemple) (secondary qualifier)